# Sint-Willibrorduskerk (Ezaart)

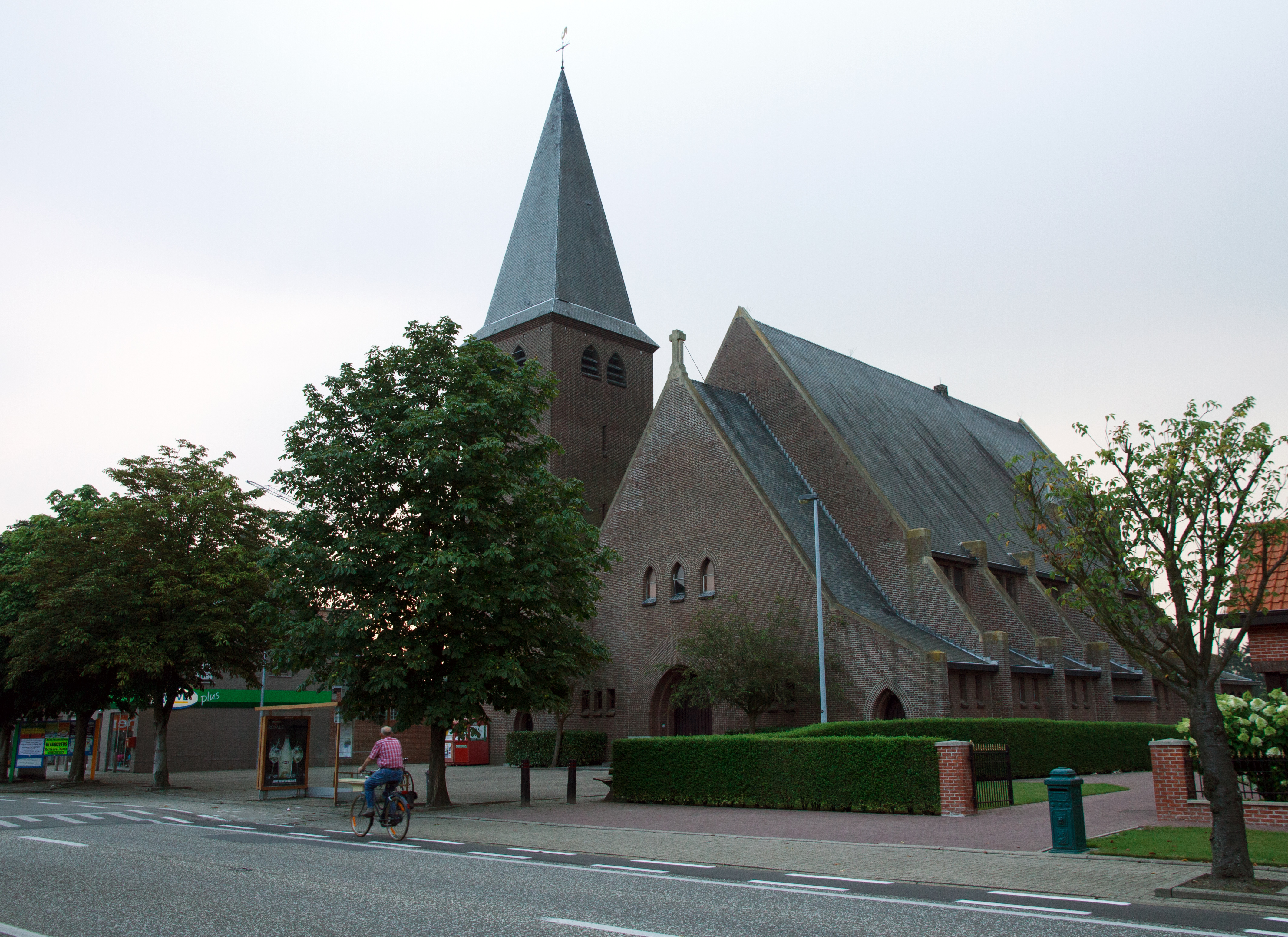
Sint-Willibrorduskerk

De Sint-Willibrorduskerk is de parochiekerk van de tot de Antwerpse gemeente Mol behorende plaats Ezaart, gelegen aan Ezaart.
Aanvankelijk maakte de bevolking gebruik van de Sint-Willibrorduskapel, totdat Ezaart een zelfstandige parochie werd.
De huidige kerk werd gebouwd in 1935-1936 naar ontwerp van Jos Ritzen. Het is een naar het noorden georiënteerd bakstenen basilicaal kerkgebouw met een hoge en brede middenbeuk en smalle, lage zijbeuken.
Links van de voorgevel is een vlakopgaande toren aangebouwd op vierkante plattegrond en gedekt door een tentdak.
Het interieur is in baksteen uitgevoerd.
De kerk bezit enkele 18e-eeuwse kunstvoorwerpen, namelijk een Mariabeeld, een kruisbeeld en een schilderij: Heilige Willibrordus ontvangt de stichtingsbul uit handen van de paus. Het kerkmeubilair is overwegend 20e-eeuws.